# Charles Daniels
Charles Meldrum «Charlie» Daniels (24 de marzo de 1885-9 de agosto de 1973) fue un nadador estadounidense, ocho veces medallista olímpico y plusmarquista mundial. Daniels fue un innovador del estilo de natación de crol frontal, inventando el "crol americano".
Daniels comenzó su carrera como nadador en el New York Athletic Club en 1903. En los Juegos Olímpicos de 1904, celebrados en San Luis (Misuri), Daniels se convirtió en el primer estadounidense en ganar una medalla olímpica, al ganar las medallas de oro en las pruebas de 220 y 440 yardas estilo libre. Cuatro años más tarde, en los Juegos Olímpicos de 1908, celebrados en Londres, ganó la medalla de oro en la prueba de 100 metros estilo libre.
Daniels fue incluido en el Salón de la Fama de la Natación Internacional como un "Nadador de Honor" en 1965.